# (3961) Arthurcox
(3961) Arthurcox (1962 OB) – planetoida z pasa głównego asteroid okrążająca Słońce w ciągu 4,25 lat w średniej odległości 2,62 j.a. Odkryta 31 lipca 1962 roku.